# پانامینت ولی

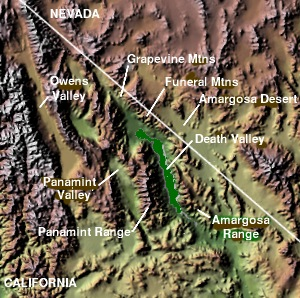
پانامینت ولی در کالیفرنیای شرقی.

پانامینت ولی (به انگلیسی: Panamint Valley) حوضه‌ای طویل واقع در شرق رشته‌کوه آرگوس و رشته‌کوه اسلات و غرب رشته‌کوه پانامینت (شمال‌شرقی‌ترین نقاط بیابان موهاوی) در کالیفرنیای شرقی، ایالات متحده است.